# Allen County War Memorial Coliseum
Das Allen County War Memorial Coliseum (kurz: Memorial Coliseum) ist eine Mehrzweckhalle in der US-amerikanischen Stadt Fort Wayne im Allen County des Bundesstaates Indiana. Die Arena trägt den Spitznamen The Jungle. Seit der Eröffnung 1952 ist die Eishockeymannschaft der Fort Wayne Komets der Central Hockey League und die Basketballmannschaft der Fort Wayne Mad Ants aus der NBA G-League sind gegenwärtig im War Memorial Coliseum ansässig.

## Geschichte

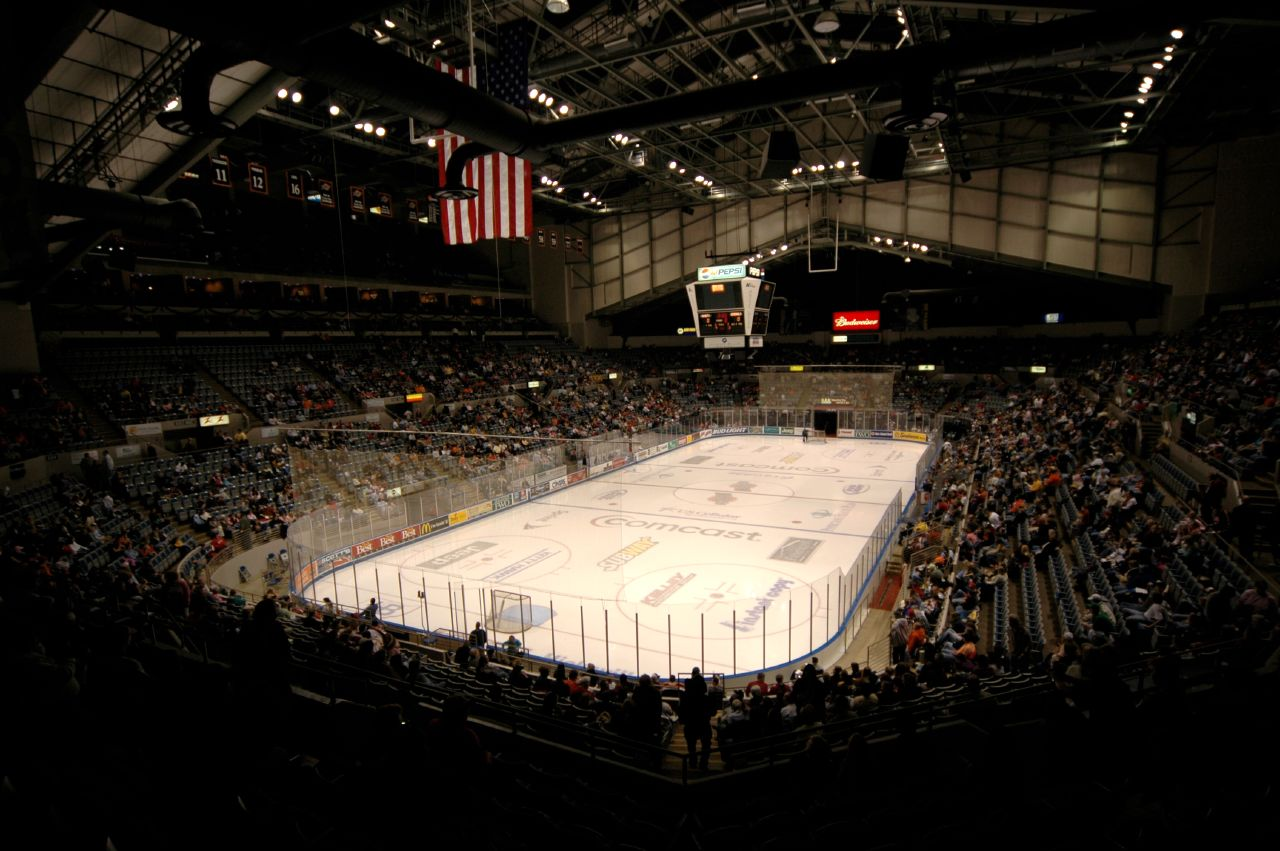
Der Innenraum des Allen County War Memorial Coliseum

Am 24. Januar 1950 begann der Bau der Mehrzweckhalle; eröffnet wurde sie am 28. September 1952. Anfänglich boten sich den Zuschauer 8.000 Plätze beim Eishockey und 10.240 Plätze beim Basketball. Im Jahr 1989 investierte man 26 Millionen US-Dollar in eine Renovierung. Ein weiterer Umbau folgte 2002. Die umfassende Renovierung und Erweiterung kostete 35 Millionen US-Dollar. Um die Zuschauerkapazität zu steigern; wurde das Dach um rund 12,5 Meter (41 Fuß) erhöht. Nach dem Umbau passen zu Eishockeyspiele und Konzerte 10.500 Zuschauer in die Halle; zum Basketball stehen 13.000 Plätze zur Verfügung.

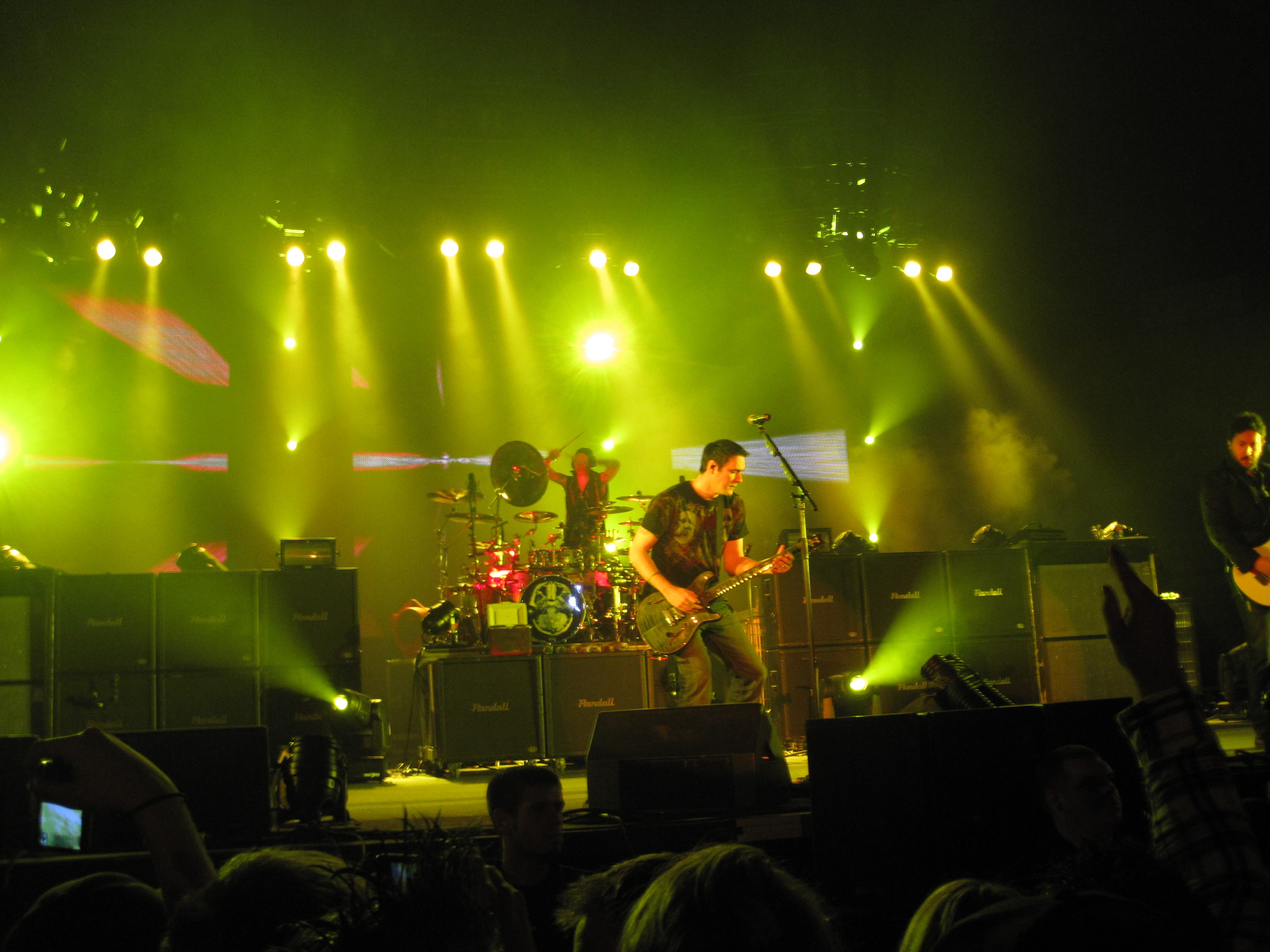
Die Musikgruppe Breaking Benjamin am 30. Januar 2010 im Allen County War Memorial Coliseum

Von 1952 bis 1957 war das damalige War Memorial Coliseum die Heimat der Fort Wayne Pistons aus der National Basketball Association, bevor sie nach Detroit umzogen. Zweimal (1955 und 1956) erreichten die Pistons die NBA-Finalspiele. Dabei fanden 1955 drei und 1956 zwei Finalspiele in der Halle in Fort Wayne statt. Das NBA All-Star Game 1953 machte im War Memorial Coliseum Station. Die Western Conference besiegte vor 10.322 Zuschauer die Eastern Conference mit 79:75. Die US-Präsidenten Harry S. Truman (1958), Richard Nixon (1970), Gerald Ford (1976) und Ronald Reagan (1978) hielten im War Memorial Coliseum Reden. 1982 war das Coliseum Einsatzzentrale und Asyl für die Opfer schwerer Überschwemmungen.
Neben den Fort Wayne Komets nutzten die NCAA-Männer-Basketballmannschaft IPFW Mastodons (Indiana University–Purdue University Fort Wayne) gelegentlich die Sporthalle. Seit 2007 trägt das NBA G-League-Team der Fort Wayne Mad Ants ihre Spiele im Coliseum aus. 2010 waren die neugegründeten Fort Wayne Firehawks der Continental Indoor Football League (CIFL) in Fort Wayne beheimatet. Die Indoor-Soccer-Mannschaft Fort Wayne Flames (AISA) war von 1986 bis 1989 in der Sportarena vor Ort. Nur kurz von 1989 bis 1990 empfing das Indoor Soccer-Mannschaft der Indiana Kick (AISA) ihre Gegner in Fort Wayne. Die Fort Wayne Fury (Continental Basketball Association) blieben von 1991 bis 2001 im War Memorial Coliseum. Zweimal waren die Fort Wayne Freedom in verschiedenen Ligen (NIFL/UIF, 2003–2006 und CIFL, 2008–2009) im War Memorial Coliseum zu Hause. Das Indoor-Football-Team der Fort Wayne Fusion (Af2) blieb 2007 nur eine Saison.
Die Arena ist darüber hinaus Veranstaltungsort u. a. von Konzerten, Auftritten von Comedians, Familien- und Eisshows wie die Sesamstraße Live oder Disney on Ice, Spiele der Basketball-Showtruppe Harlem Globetrotters, Monstertruck-Rennen, Tractorpulling, Wrestling-Veranstaltungen oder Vorstellungen des Mizpah Shrine Circus. Im Coliseum stehen 15 verschiedene Veranstaltungsräume für z. B. Feiern, Hochzeiten oder Konferenzen bereit.
Zum gesamten Komplex des Allen County War Memorial Coliseum gehören das Allen County War Memorial Coliseum Exposition Center, das 1989 erbaut wurde. Die Messehalle mit bis zu 7.500 Plätzen und einer Fläche von über 16.000 Quadratmeter wird für Ausstellungen und Verkaufsmessen sowie Flohmärkte, Uni-Abschlussfeiern oder Bankette genutzt. Des Weiteren gehört ein Holiday Inn-Hotel mit 151 Betten dazu, das auf dem Campus der Indiana University – Purdue University Fort Wayne gegenüber dem Allen County War Memorial Coliseum steht. Um das War Memorial Coliseum stehen 4.500 Parkplätze süd- und östlich der Halle für die Besucher bereit.